# Parechinidae
Famille
Les Parechinidae sont une famille d'oursins réguliers de l'ordre des Echinoida.

## Caractéristiques
Ce sont des oursins réguliers : le test (coquille) est plus ou moins sphérique, protégé par des radioles (piquants), l'ensemble suivant une symétrie pentaradiaire (centrale d'ordre 5) reliant la bouche (péristome) située au centre de la face orale (inférieure) à l'anus (périprocte) situé à l'apex aboral (pôle supérieur).
Les plaques interambulacraires sont densément couvertes de petits tubercules primaires et secondaires de taille similaire, supportant de multiples radioles grossièrement isométriques, de taille moyenne, fines et pointues.
Cette petite famille semble être apparue au Miocène. Elle ne comporte que six espèces à l'heure actuelle, essentiellement dans le bassin Atlantique, mais la plupart d'entre elles sont très communes dans leur aire de répartition, et la majorité sont comestibles et d'un certain intérêt commercial (par exemple Paracentrotus lividus, l'oursin comestible de Méditerranée).

## Liste des genres
Selon World Register of Marine Species (01/10/2013) :
- genre Isechinus Lambert, 1903 †
- genre Loxechinus Desor, 1856 -- 1 espèce actuelle
- genre Paracentrotus Mortensen, 1903 -- 2 espèces
- genre Parechinus Mortensen, 1903 -- 1 espèce
- genre Psammechinus L. Agassiz & Desor, 1846 -- 2 espèces

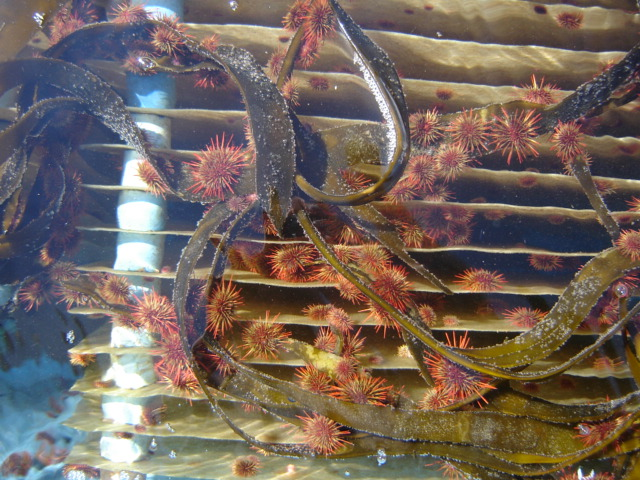
Loxechinus albus
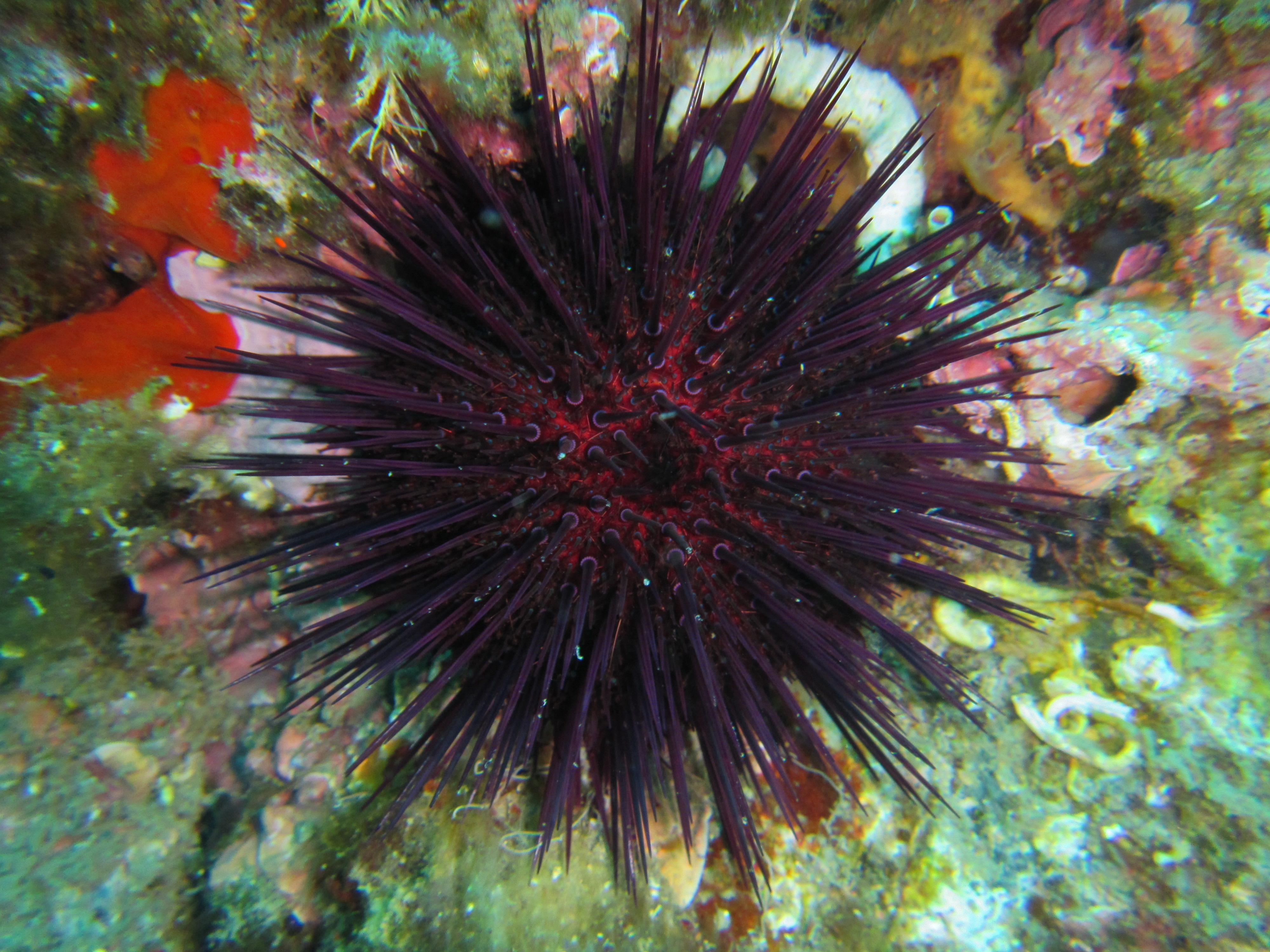
Paracentrotus lividus (oursin violet).
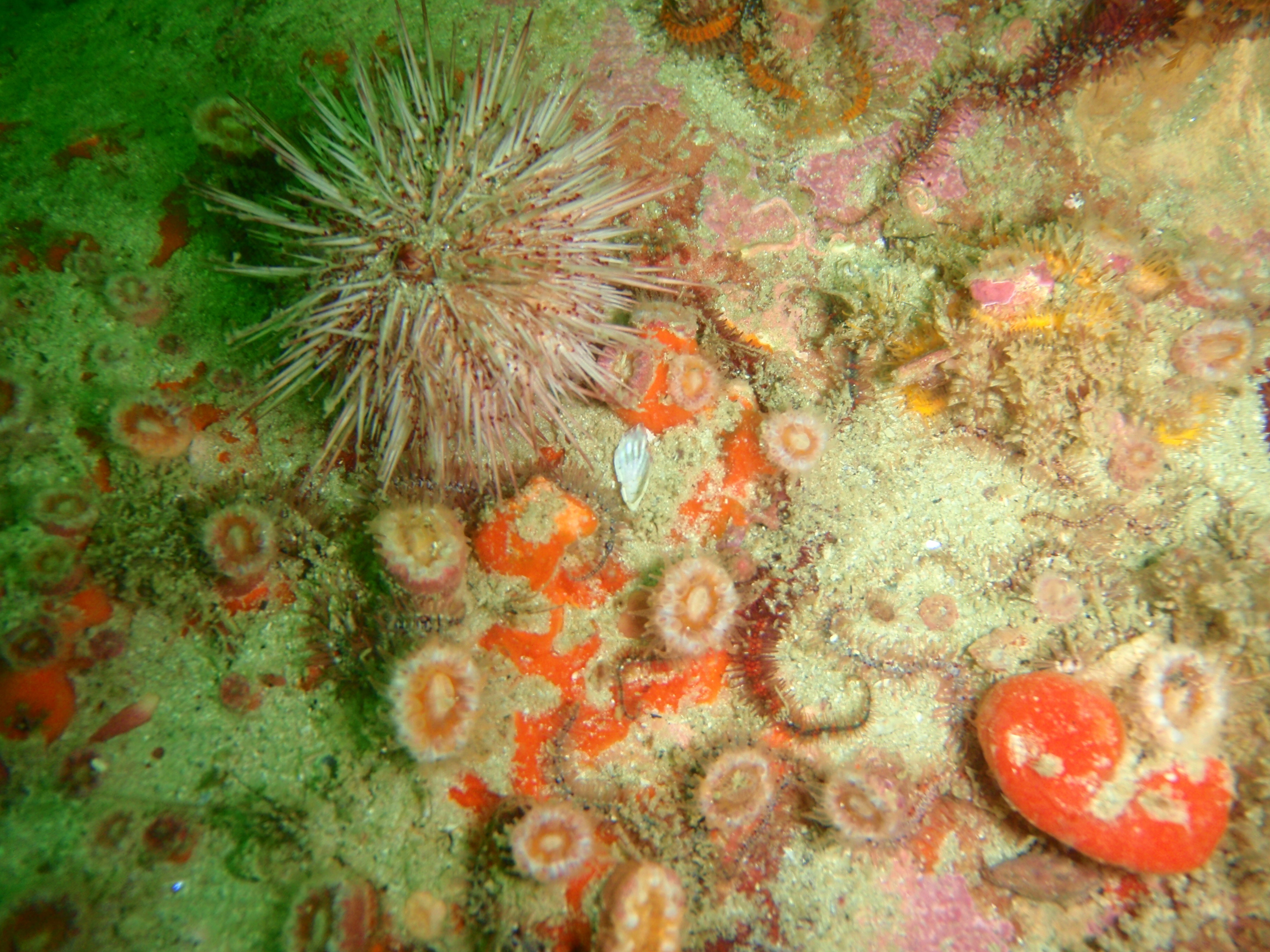
Parechinus angulosus
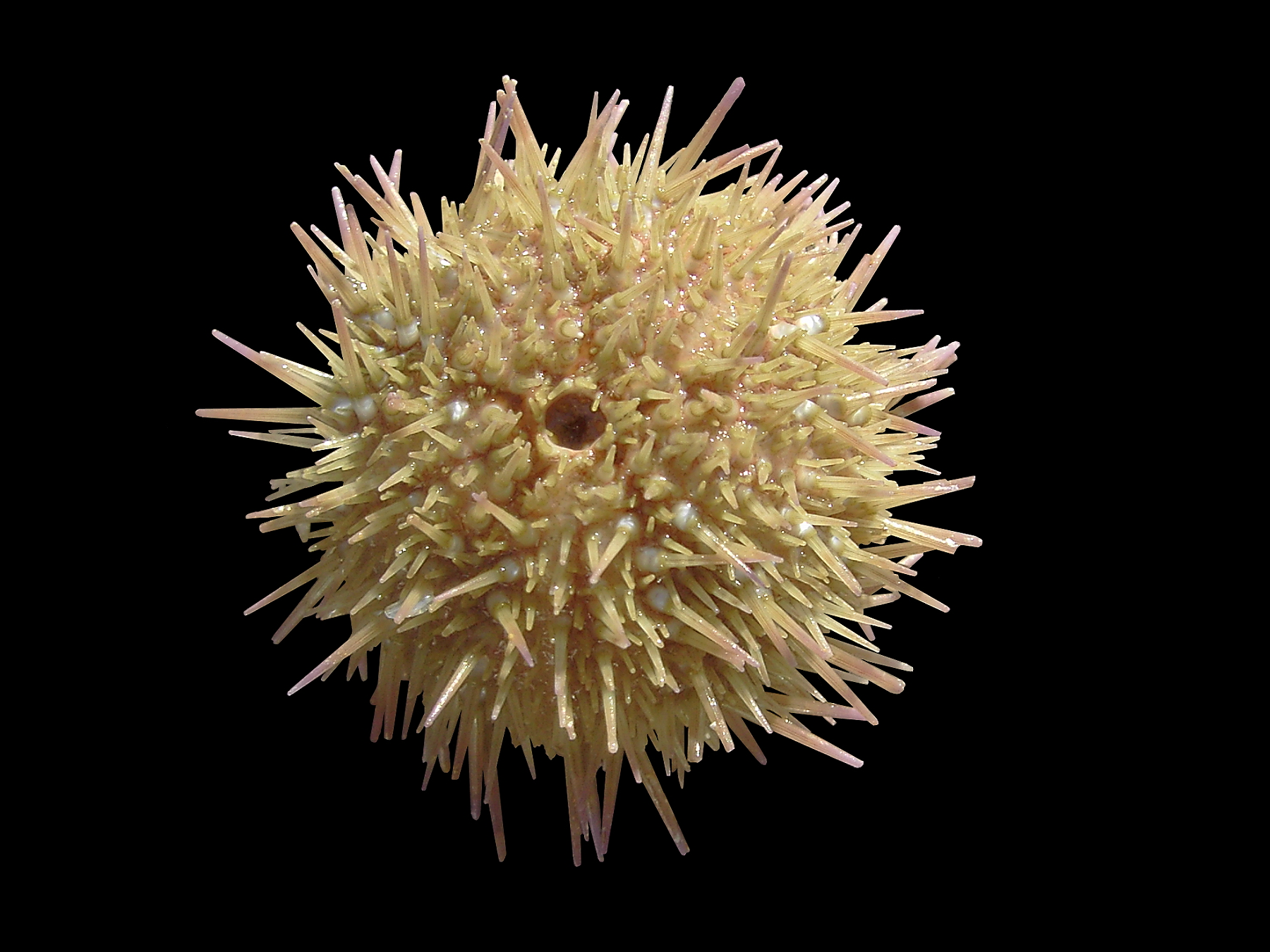
Psammechinus miliaris (oursin grimpeur).

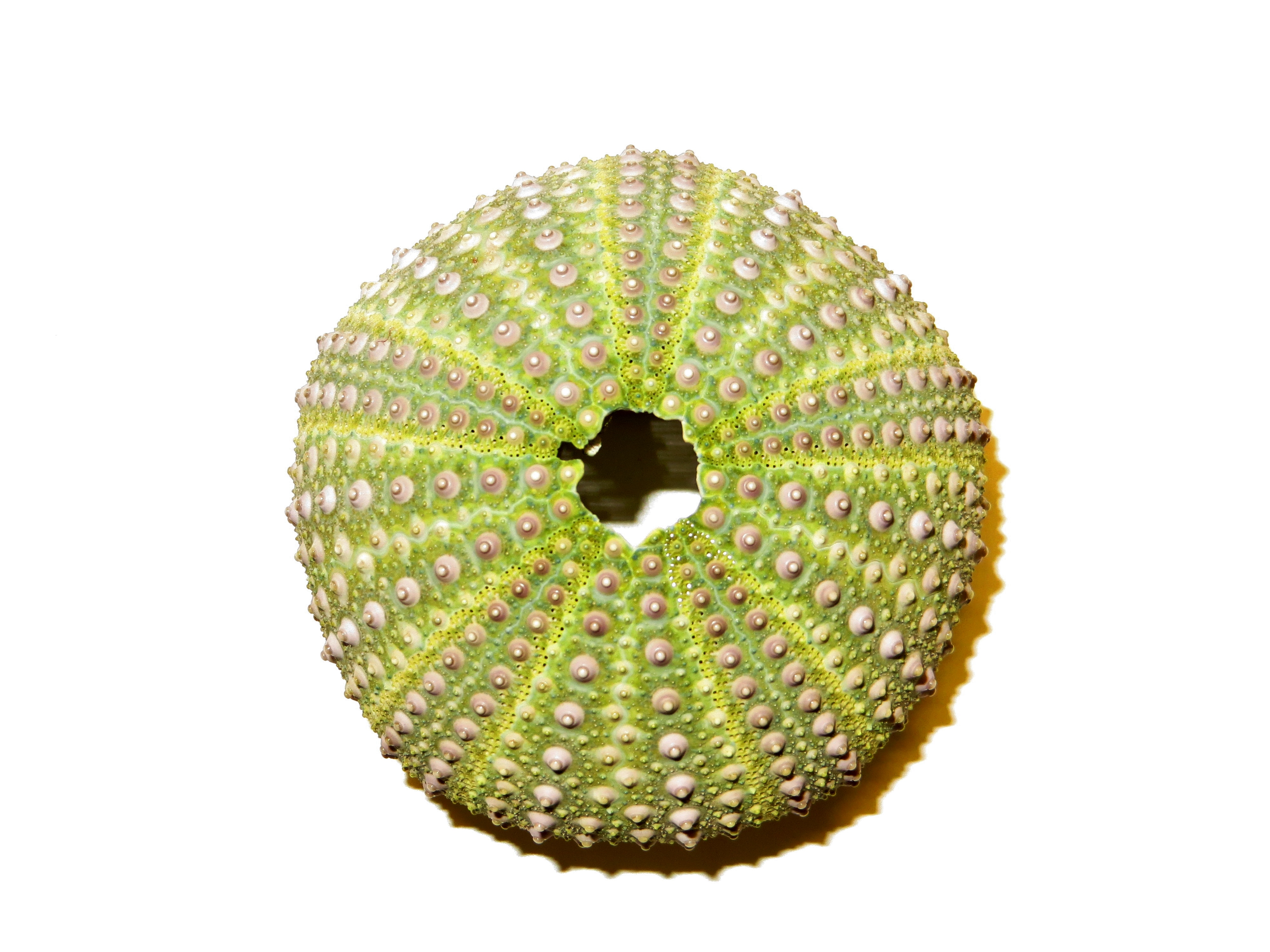
Test de Paracentrotus lividus
Test de Parechinus angulosus
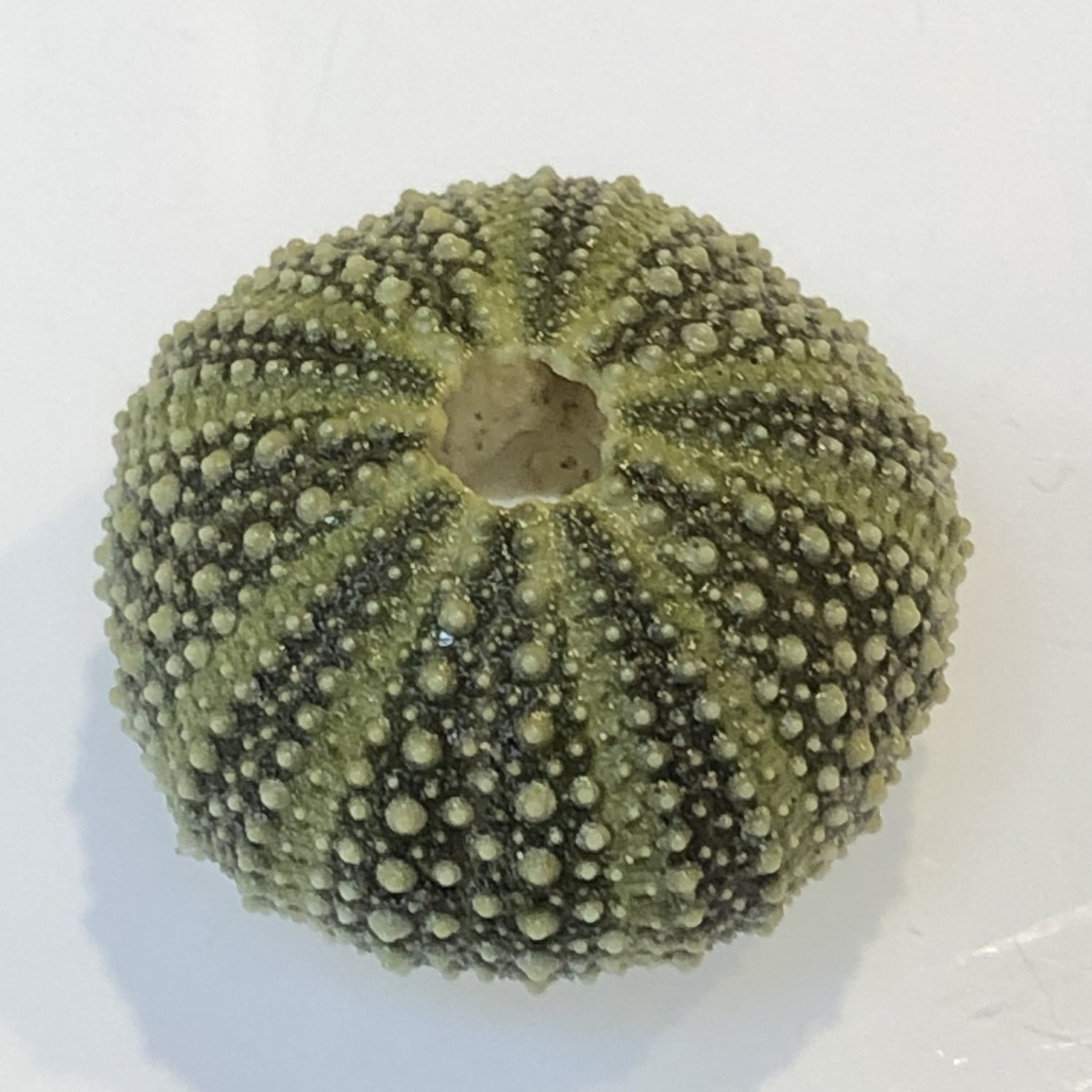
Test de Psammechinus miliaris